# Alois Václav z Kounic
Alois Václav kníže z Kounic-Rietbergu (německy Aloys Wenzel Fürst von Kaunitz-Rietberg; 19. června 1774 Vídeň – 15. listopadu 1848 Paříž) byl moravský šlechtic a rakouský diplomat, vnuk státníka Václava Antonína knížete z Kounic-Rietbergu. Během napoleonských válek se uplatnil jako diplomat v několika evropských zemích. Od roku 1812 byl knížetem a držitelem rozsáhlého majetku na jižní Moravě (Slavkov, Uherský Brod, Jaroměřice nad Rokytnou). Zemřel jako poslední potomek knížecí moravské větve rodu Kouniců, spory o jeho dědictví na Moravě se protáhly až do doby první republiky. Jméno a erb Kouniců v roce 1898 převzali spříznění Bruntálští z Vrbna.

## Kariéra

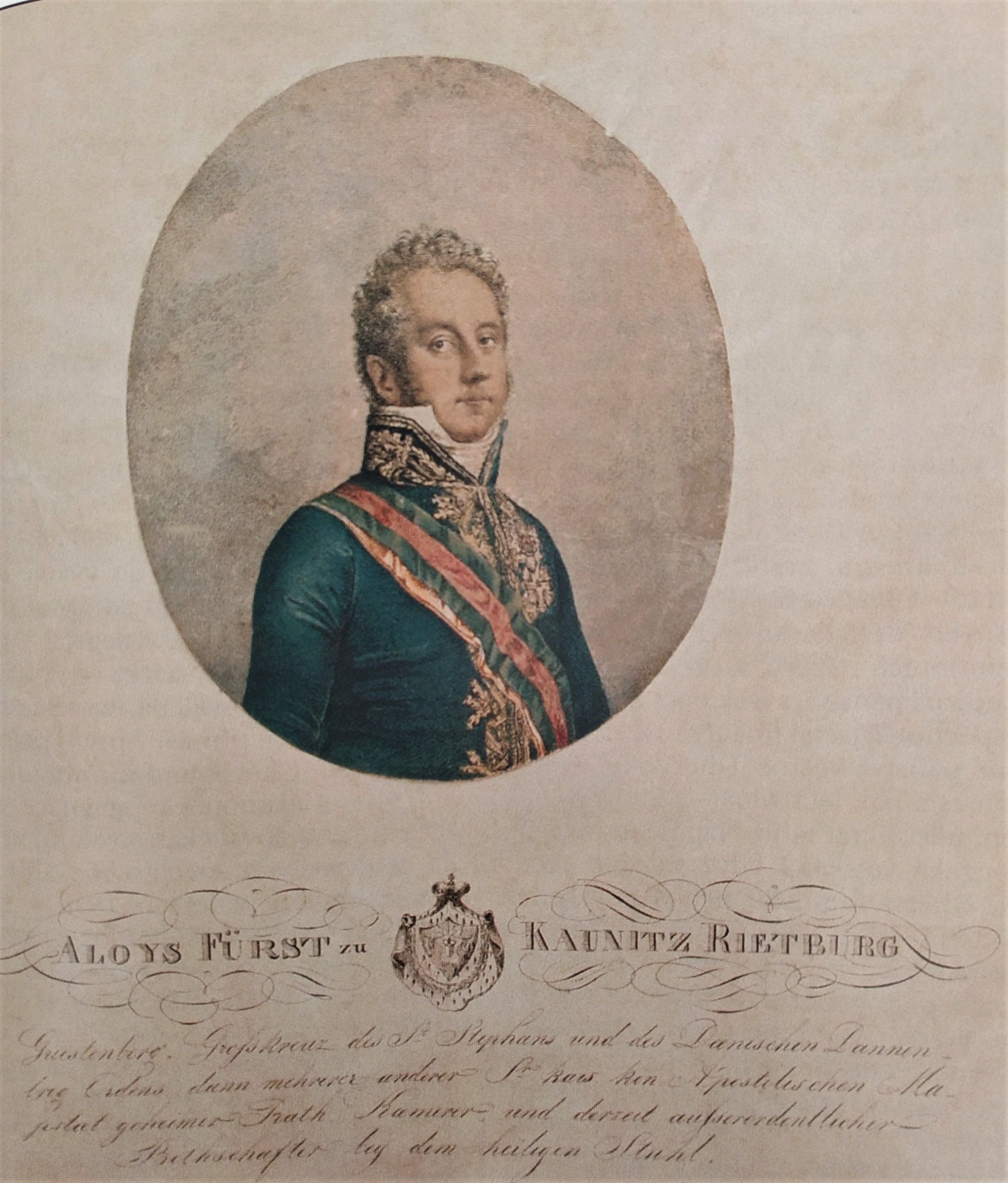
Alois Václav Kounic, rytina, asi 1818

Pocházel ze staré moravské rodiny Kouniců, narodil se ve Vídni jako nejmladší potomek a jediný syn diplomata knížete Dominika Ondřeje z Kounic (1739–1812) a jeho manželky Marie Bernardiny, rozené hraběnky Plettenbergové (1743–1779). Studoval práva a již v roce 1795 byl jmenován členem říšské dvorní rady, na otcovo přání se začal uplatňovat v diplomacii. Po smrti strýce Arnošta Kryštofa (1797) začal jako otcův dědic užívat titul prince, i když měl nárok jen na titul hraběte. Diplomatickou dráhu zahájil v Sasku, poté byl vyslancem v Kodani (1801–1804) a v Neapoli (1805–1807) u tehdejšího neapolského krále, Napoleonova bratra Josefa. Do diplomatických služeb se vrátil po Vídeňském kongresu, kdy byl vyslancem v Madridu (1815–1817) a nakonec ve Vatikánu (1817–1820). Za zásluhy obdržel Řád sv. Štěpána, byl též c. k. tajným radou a komořím.

## Rodina

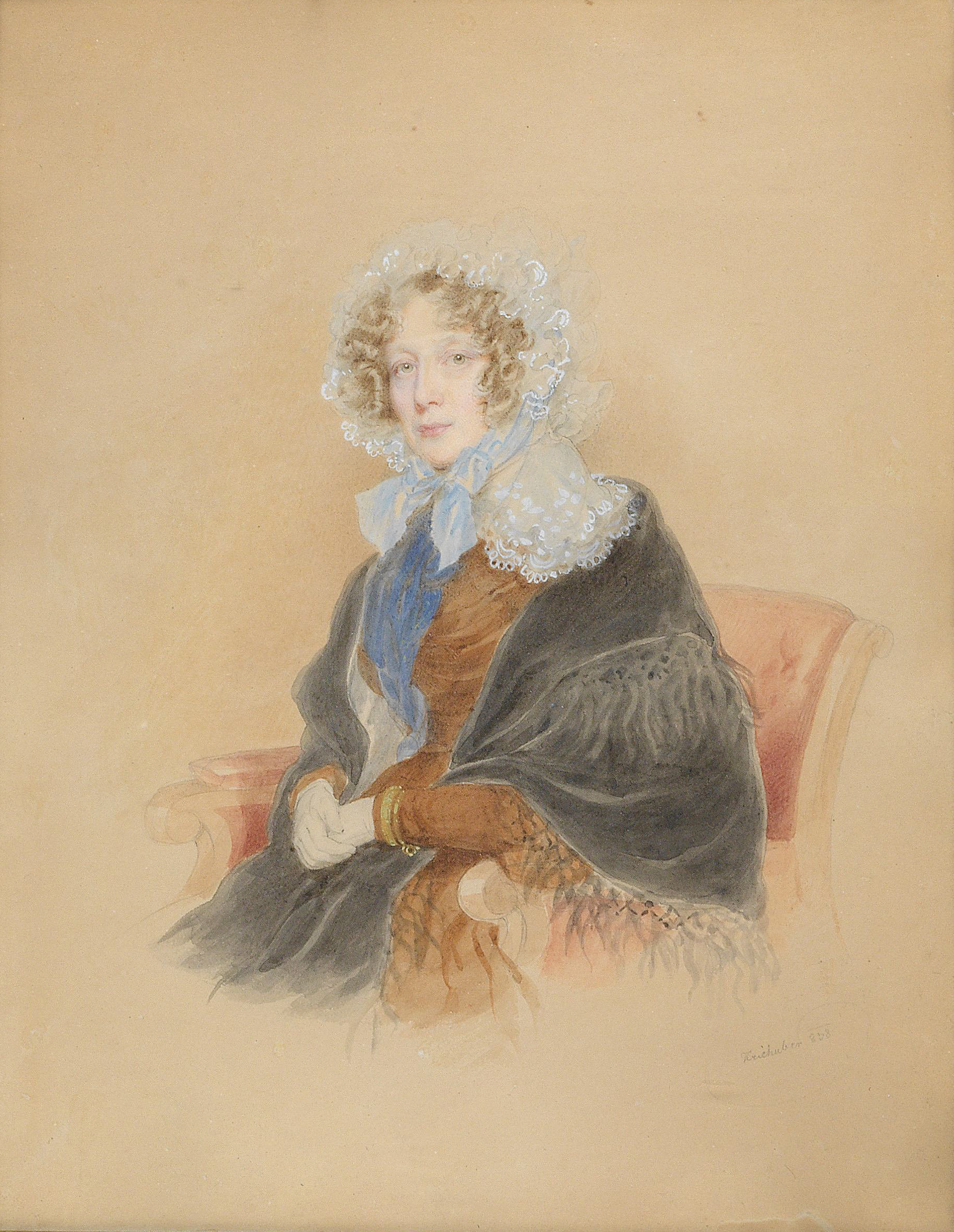
Aloisova manželka, kněžna Františka z Kounic-Rietbergu, rozená hraběnka Ungnadová z Weissenwolfu

V roce 1798 se ve Vídni oženil s hraběnkou Františkou Xaverií Ungnadovou z Weissenwolffu (1773–1859), c. k. palácovou dámou. Měli spolu čtyři dcery.
- 1. Terezie (1800–1801)
- 2. Karolína Leopoldina (1801–1875), c.k. palácová dáma, dáma Řádu hvězdového kříže, 1. manžel 1831 Antonín Gundakar hrabě ze Starhembergu (1776–1842), c. k. komoří, generálmajor, vrchní velitel v Parmě, 2. manžel 1860 Pierre kníže a vévoda z Arenbergu (1790–1877), pair Francie
- 3. Leopoldina Dominika (1803–1888), c.k. palácová dáma, dáma Řádu hvězdového kříže, manžel 1820 Antonín Karel (Antal Károly) kníže Pálffy z Erdödu (1793–1879), c. k. komoří, vyslanec v Bádensku a v Sasku
- 4. Ferdinandina Karolína (1805–1862), manžel 1822 Ludvík (Lájos) hrabě Károlyi (1799–1863), c. k. tajný rada, komoří, župan v Nitře

Aloisova starší sestra Marie Terezie (1763–1803) byla manželkou nejvyššího komořího hraběte Rudolfa Jana Bruntálského z Vrbna (1761–1823), jejich potomci později úspěšně uplatnili nároky na část dědictví moravské větve Kouniců (Jaroměřice nad Rokytnou).
Sestřenice Marie Eleonora (1775–1825), dcera Aloisova strýce Arnošta Kryštofa, byla první manželkou dlouholetého státního kancléře knížete Metternicha.
Aloisův vnuk a kmotřenec hrabě Alois Károlyi (1825–1889) byl rakousko-uherským diplomatem, dlouholetým velvyslancem v Německu (1871–1878) a Velké Británii (1878–1888). Dcera Aloise Károlyiho Ferdinandina (1868–1955) byla manželkou rakousko-uherského ministra zahraničí Leopolda Berchtolda (1863–1942).

## Majetkové poměry a spory o dědictví

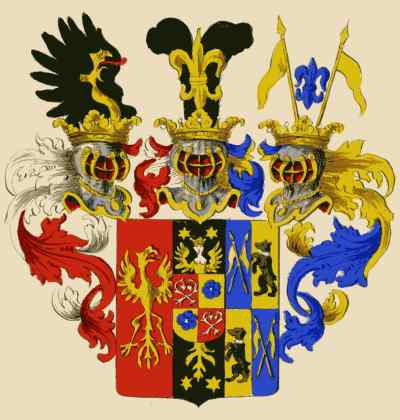
Erb rodu Kounic-Rietberg

Po otci zdědil v roce 1812 knížecí titul a rozsáhlý majetek na Moravě (Slavkov, Uherský Brod, Jaroměřice nad Rokytnou) a v západních Čechách (Bečov nad Teplou). Kvůli diplomatické službě a nákladnému stylu života byl v té době již značně zadlužen a hned po převzetí dědictví přistoupil k prodeji některých statků. Jako první přišel na řadu západočeský Bečov nad Teplou, který v roce 1813 koupili za 441 000 zlatých knížata Beaufort-Spontinové. V roce 1814 odprodal od Uherského Brodu statek Nezdenice, který za 65 000 zlatých koupila podnikatelská rodina Herringů. V roce 1815 prodal palác ve Vídni knížecí rodině Esterházyové. Nakonec se zbavil i německého panství Rietberg, kde díky zániku Svaté říše římské a pozdějšímu výsledku jednání Vídeňského kongresu ztratil říšskou suverenitu, tento majetek prodal v roce 1823. O správu svých majetků na Moravě se příliš nestaral, zajímaly jej jen příjmy a celkově nebyl příliš úspěšným hospodářem. Ke ztrátové správě velkostatků se připojily i další problémy, v roce 1822 byl uvězněn kvůli kontaktům s nezletilými členkami vídeňského baletu. Díky zásahu svého příbuzného kancléře Metternicha byl osvobozen od soudního stíhání. Krátce nato usilovali jeho zeťové Pálffy a Károlyi o to, aby byl zbaven svéprávnosti, což se nakonec podařilo, na knížete Aloise Václava byla uvalena kuratela a do správy majetku od poloviny dvacátých let 19. století nijak nezasahoval. Přesídlil do Paříže, o jeho životě zde nejsou doloženy žádné zprávy, byl ale nadále příjemcem apanáže vyplácené z výnosu moravských velkostatků.

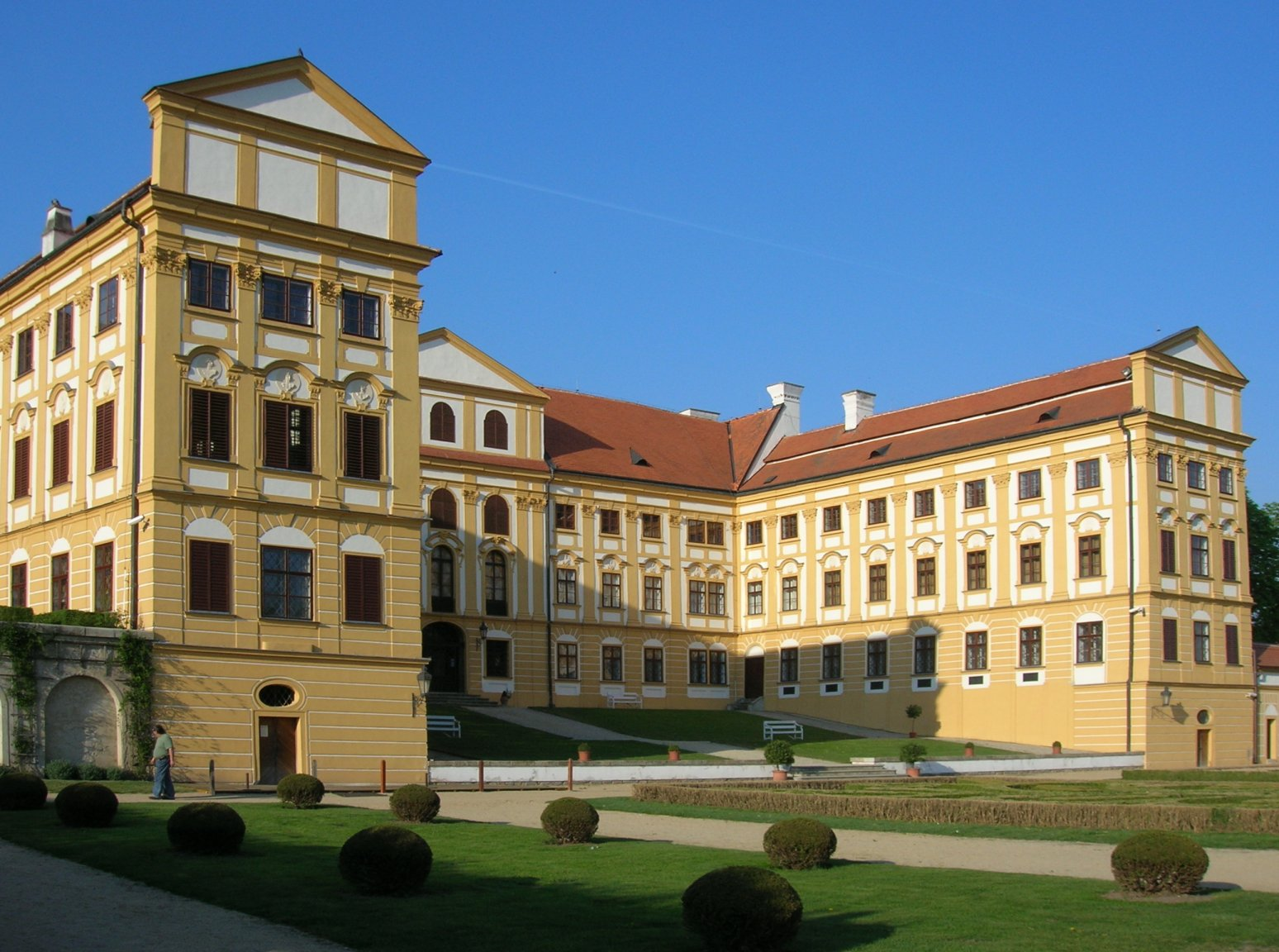
Zámek Jaroměřice nad Rokytnou

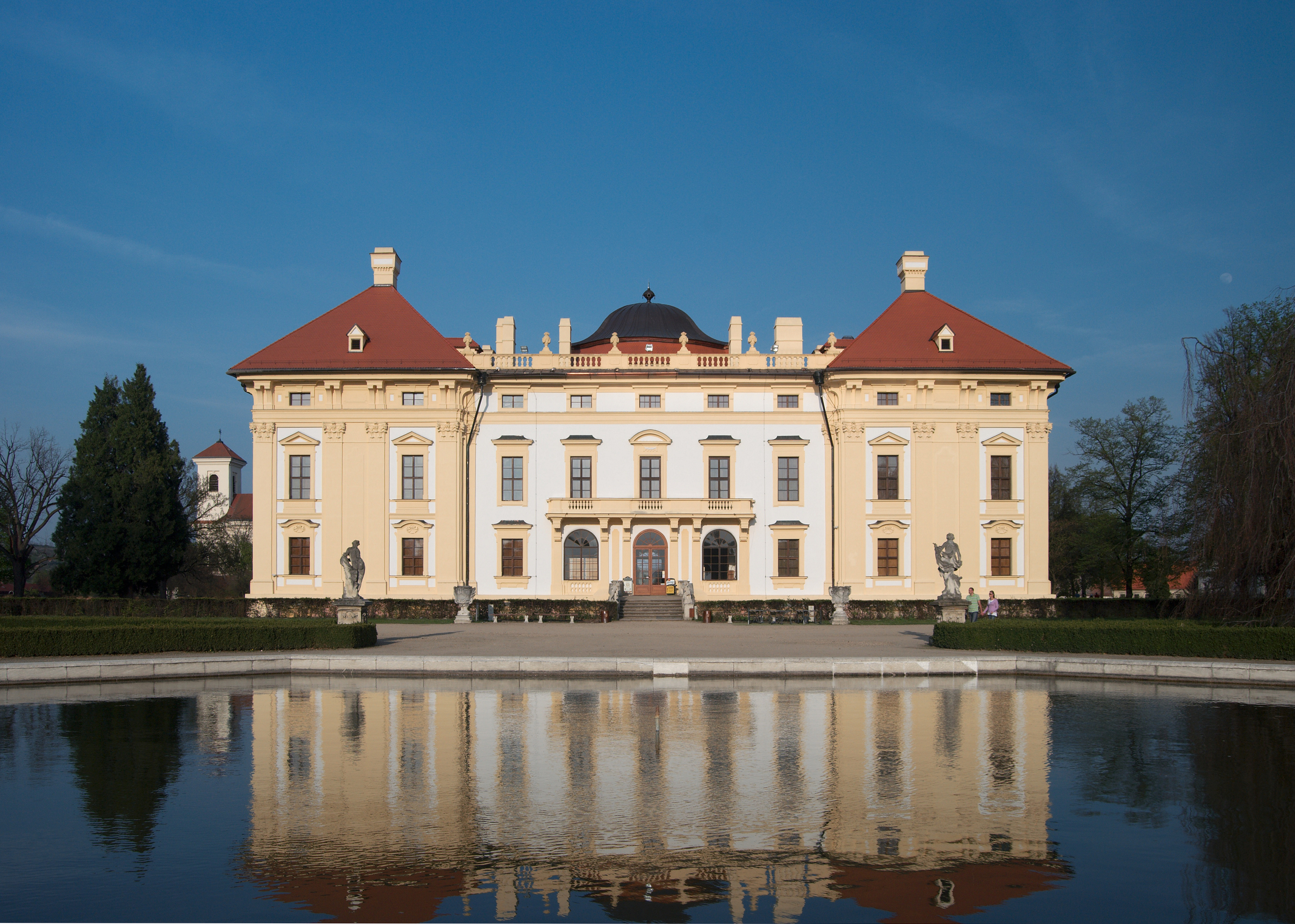
Zámek Slavkov

Kníže Alois Václav z Kounic-Rietbergu zemřel v Paříži 15. listopadu 1848 jako poslední mužský potomek moravské větve Kouniců. O jeho dědictví se přihlásily tři dcery provdané v Rakousku a Uhrách. Jednalo se o moravské velkostatky s rozlohou přibližně 13 000 hektarů půdy, v neposlední řadě také rezidence vysokých uměleckých hodnot (Slavkov, Jaroměřice nad Rokytnou). Aloisovy dcery se svými nároky ale narazily na odpor české linie Kouniců představované tehdy Michaelem Karlem Kounicem (1803–1852). Ten argumentoval rodinnou smlouvou mezi českými a moravskými Kounici z 18. století, která stanovila, že v případě jedné rodové větve přejdou fideikomisní statky automaticky na druhou větev. V případě dědictví po knížeti Aloisu Kounicovi se jednalo o fideikomisem vázané velkostatky Slavkov a Uherský Brod. O tento majetek vznikl soudní spor, který trval čtrnáct let a až v roce 1862 díky soudnímu verdiktu převzal Slavkov a Brod Michaelův syn Albrecht z Kounic (1829–1897). Jednodušší byla situace v Jaroměřicích nad Rokytnou, na které se zmíněná rodinná dohoda nevztahovala a hned v roce 1848 je převzala Aloisova nejstarší dcera Ferdinandina, provdaná Starhembergová, po ní pak v roce 1875 její sestra Leopoldina, provdaná Pálffyová. Po její smrti (1888) došlo k dalšímu soudnímu sporu; sama Leopoldina sice děti neměla, ale její příbuzní Pálffyové se přihlásili o Jaroměřice. V několikaleté soudní při byl nakonec úspěšný hrabě Rudolf Kristián Bruntálský z Vrbna (1864–1927), který své nároky vyvozoval z příbuzenského spojení s moravskými Kounici z 18. století (jeho pradědeček Rudolf Jan Bruntálský z Vrbna měl za manželku Marii Terezii Kounicovou, sestru posledního knížete Aloise Václava Kounice). Rudolf Kristián z Vrbna převzal Jaroměřice rozhodnutím soudu v roce 1897 a následně požádal o rozšíření svého příjmení o jméno vymřelých Kouniců (Wrbna-Kaunitz-Rietberg-Questenberg, 1898). Pálffyové se však svých nároků nevzdali a celá causa skončila smírem až v roce 1923.